# Crkva sv. Jurja u Plešivici
Crkva sv. Jurja je crkva u naselju Plešivica koje je u sastavu grada Jastrebarsko, zaštićeno kulturno dobro.

## Opis dobra
Crkva s cinktorom je barokna građevina sagrađena u 17. st. te povećana i nadsvođena sredinom 18. st. Obnovljena je 1847., kada je dograđen zvonik uz glavno pročelje. Crkva je jednobrodna građevina pravokutnog svetišta iza kojeg je u produžetku smještena sakristija. S južne strane prigrađena je kapela kvadratnog tlocrta, dok je na zapadnom pročelju zvonik pomaknut uz južni rub pročelja. Prostor broda svođen je bačvastim svodom sa susvodnicama, a kvadratno svetište, sakristija i bočna kapela svođene su češkim kapama. Vrijedan inventar potječe iz 18 i 19. st. Crkva je značajan primjer sakralne arhitekture okolice Jastrebarskog.

## Zaštita
Pod oznakom Z-1881 zavedena je kao nepokretno kulturno dobro - pojedinačno, pravna statusa zaštićena kulturnog dobra, klasificirano kao "sakralna graditeljska baština".